# ATC代码 (D01)
ATC代码D01（皮肤病用抗真菌药）是解剖学治疗学及化学分类系统的一个药物分组，这是由世界卫生组织药物统计方法整合中心所制定的药品及其它医用产品的官方分类系统。分组D01是D皮肤病的一部分。
兽用代码（ATCvet码）可以在人用ATC代码前加Q字母：QD01等。没有相应人用ATC代码的ATCvet在以下列表中通过前置Q字母表示。
国家ATC分类可能包括列表中没有的其它分类，列表为世界卫生组织（WHO）版本。

## D01A 局部用抗真菌药（Antifungals for topical use）

### D01AA抗生素类（Antibiotics）
D01AA01 制霉素（Nystatin）
D01AA02 那他霉素（Natamycin）
D01AA03 曲古霉素（Hachimycin）
D01AA04 培西洛星（Pecilocin）
D01AA06 美帕曲星（Mepartricin）
D01AA07 吡咯尼群（Pyrrolnitrin）
D01AA08 灰黄霉素（Griseofulvin）
D01AA20 复方（Combinations）

### D01AC咪唑和三唑衍生物（Imidazole and triazole derivatives）
D01AC01 克霉唑（Clotrimazole）
D01AC02 咪康唑（Miconazole）
D01AC03 益康唑（Econazole）
D01AC04 氯咪达唑（Clomidazole）
D01AC05 异康唑（Isoconazole）
D01AC06 噻苯达唑（Tiabendazole）
D01AC07 噻康唑（Tioconazole）
D01AC08 酮康唑（Ketoconazole）
D01AC09 硫康唑（Sulconazole）
D01AC10 联苯苄唑（Bifonazole）
D01AC11 奥昔康唑（Oxiconazole）
D01AC12 芬替康唑（Fenticonazole）
D01AC13 奥莫康唑（Omoconazole）
D01AC14 舍他康唑（Sertaconazole）
D01AC15 氟康唑（Fluconazole）
D01AC16 氟曲马唑（Flutrimazole）
D01AC20 复方（Combinations）
D01AC52 咪康唑复方（Miconazole, combinations）
D01AC60 联苯苄唑复方（Bifonazole, combinations）
QD01AC90 恩康唑（Enilconazole）

### D01AE 局部用其它抗真菌药（Other antifungals for topical use）
D01AE01 溴氯水杨酸苯胺（Bromochlorosalicylanilide）
D01AE02 甲品红（Methylrosaniline）
D01AE03 三溴间甲酚（Tribromometacresol）
D01AE04 十一烯酸（Undecylenic acid）
D01AE05 聚诺昔林（Polynoxylin）
D01AE06 2-(4-氯苯氧基)乙醇（2-(4-chlorphenoxy)-ethanol）
D01AE07 氯苯甘醚（Chlorphenesin）
D01AE08 替克拉酮（Ticlatone）
D01AE09 舒苯汀（Sulbentine）
D01AE10 羟苯乙酯（Ethyl hydroxybenzoate）
D01AE11 卤普罗近（Haloprogin）
D01AE12 水杨酸（Salicylic acid）
D01AE13 二硫化硒（Selenium sulfide）
D01AE14 环吡酮（Ciclopirox）
D01AE15 特比萘芬（Terbinafine）
D01AE16 阿莫罗芬（Amorolfine）
D01AE17 地马唑（Dimazole）
D01AE18 托萘酯（Tolnaftate）
D01AE19 托西拉酯（Tolciclate）
D01AE20 复方（Combinations）
D01AE21 氟胞嘧啶（Flucytosine）
D01AE22 萘替芬（Naftifine）
D01AE23 布替萘芬（Butenafine）
D01AE54 十一烯酸,复方（Undecylenic acid, combinations）
QD01AE91 布罗波尔（Bronopol）
QD01AE92 苄硫嗪酸（Bensuldazic acid）

## D01B 系统用抗真菌药（Antifungals for systemic use）

### D01BA 系统用抗真菌药（Antifungals for systemic use）
D01BA01 灰黄霉素（Griseofulvin）
D01BA02 特比萘芬（Terbinafine）